# Victor Marcelot
Victor Marcelot (2 de enero de 2002) es un deportista francés que compite en remo. Ganó una medalla de plata en el Campeonato Europeo de Remo de 2021, en la prueba de cuatro scull ligero.

## Palmarés internacional
| Campeonato Europeo | Campeonato Europeo | Campeonato Europeo | Campeonato Europeo  |
| Año                | Lugar              | Medalla            | Prueba              |
| ------------------ | ------------------ | ------------------ | ------------------- |
| 2021               | Varese (Italia)    | Medalla de plata   | Cuatro scull ligero |